# Josef Ressel
Joseph Ludwig Franz (tjeckiska: Josef Ludvík František) Ressel, född den 29 juni 1793, död den 9 oktober 1857, var en tjeckisk uppfinnare och ingenjör. Han uppfann en propeller till båtar som han fick patent på 1827. Han var skogvaktare till yrket.